# Ономарх (тюремщик)
Ономарх (др.-греч. Ονομαρχος) — подчинённый Антигона Одноглазого.
Ономарх упомянут у двух античных историков Плутарха и Корнелия Непота в связи с заключением Эвмена. Предположительно, Ономарх по происхождению был греком. Когда Антигон после битвы при Габиене захватил в плен Эвмена, он некоторое время не решался принять окончательное решение о судьбе своего некогда основного противника. Ономарх был командующим тюремной стражи. По мнению Р. Биллоуза, Ономарх был офицером низшего звена в войске Антигона. Историк подчёркивает, что раз военачальник поручил Ономарху охранять столь важного пленника, то был полностью уверенным в его преданности.
Корнелий Непот и Плутарх передают две вариации беседы между Эвменом и Ономархом. Согласно Корнелию Непоту, Эвмен сказал Ономарху, что Антигону неприлично столь долго издеваться над побеждённым — пусть бы приказал казнить или отпустил на волю. На это Ономарх ответил: «Если ты такой храбрый, что же не сложил ты голову в бою, вместо того, чтобы попасть в руки неприятеля?» Эвмен парировал упрёк тем, что он никогда не сталкивался с кем-либо более сильным, а его одолела не доблесть противника, а предательство друзей. В плутарховой версии разговор закончил Ономарх словами: «А теперь ты нашел такого человека [Антигона], так почему бы тебе не дождаться спокойно того срока, какой он назначит?».